# 六线兔唇螺
六线兔唇螺（学名：Lagochilus sexfiluris）为环口螺科兔唇螺属的动物，是中国的特有物种。

## 分佈
分布于安徽、江西、浙江等地，生活环境为陆地，一般生活于阴暗潮湿的灌木草丛中、石块落叶下以及多腐殖质的地方。

## 外部連結
- 維基物種上的相關：六线兔唇螺